# Després de la pluja
Després de la pluja és una pel·lícula de comèdia espanyola de televisió del 2007, basada en l'obra de teatre homònima de Sergi Belbel, dirigida per Agustí Villaronga i produïda per Diagonal TV, Televisió de Catalunya i Televisió de Galícia. Fou rodada a la Torre Millenium de Sabadell. Ha estat doblada al català.

## Sinopsi
L'acció se situa en un temps futur en un edifici d'oficines de luxe d'una gran ciutat on fa més de dos anys que no plou. És una història coral, en la qual es narra durant tres dies laborals la vida de deu persones, cinc dones (Secretària Rossa, Secretària Castanya, Secretària Pèl-roja, Secretària Morena i Directora executiva) i cinc homes (Programador informàtic, Cap administratiu, Cap de personal, Missatger local i Ascensorista), que es creuen constantment. El lloc de treball es converteix en un pretext per a veure's d'amagat (per fumar, ja que està prohibit, conspirar, lligar, etc) i que succeeixin coses. Es fa constant la permanent vigilància de tres helicòpters.

## Repartiment
- Marisa Paredes...	Directora executiva
- Candela Peña...	Secretària rossa
- Marina Gatell...	Secretària pèl-roja
- Vicenta N'Dongo 	...	Secretària morena
- Olalla Escribano...	Secretària castanya
- Jordi Bosch...	Cap administratiu
- Enric Majó...	Cap de personal
- Àlex Brendemühl 	...	Informàtic
- Roger Casamajor	...	Missatger
- Secun de la Rosa	...	Ascensorista

## Nominacions
Fou nominada al Gaudí a la millor pel·lícula per televisió del 2009.